# 平安通
平安通（へいあんどおり）は、愛知県名古屋市北区にある町名。現行行政地名は平安通1丁目のみ。住居表示未実施。

## 地理
名古屋市北区の南東部に位置し、南は彩紅橋通、北は御成通、東は平安一・二丁目、西は石園町・若葉通に接する。
名古屋市道名古屋環状線沿いの町で、1 - 4丁目で構成されていたが、現在は1丁目が平安通1丁目交差点西側に残るのみとなっている。

## 歴史

### 町名の由来
かつての京都の都のように平安に発展することを願って命名された。

### 沿革
- 1932年（昭和7年）9月1日 - 東区下飯田町の一部より、同区平安通が成立[1]。
- 1938年（昭和12年）6月1日 - 下飯田町の一部を編入[1]。
- 1944年（昭和19年）2月11日 - 行政区変更に伴い、北区所属となる[1]。
- 2004年（平成16年）11月20日 - 一部が大曽根三丁目・平安一・二丁目となる[WEB 5]。

## 世帯数と人口
2019年（平成31年）1月1日現在の世帯数と人口は以下の通りである。
| 町丁   | 世帯数 | 人口 |
| ------ | ------ | ---- |
| 平安通 | 58世帯 | 72人 |

### 人口の変遷
国勢調査による人口の推移
| 1995年（平成7年）  | 810人 | [ WEB 6 ]  |  |
| 2000年（平成12年） | 913人 | [ WEB 7 ]  |  |
| 2005年（平成17年） | 101人 | [ WEB 8 ]  |  |
| 2010年（平成22年） | 91人  | [ WEB 9 ]  |  |
| 2015年（平成27年） | 99人  | [ WEB 10 ] |  |

## 学区
市立小・中学校に通う場合、学校等は以下の通りとなる。また、公立高等学校に通う場合の学区は以下の通りとなる。
| 番・番地等 | 小学校               | 中学校                 | 高等学校 |
| ---------- | -------------------- | ---------------------- | -------- |
| 全域       | 名古屋市立飯田小学校 | 名古屋市立大曽根中学校 | 尾張学区 |

## 施設

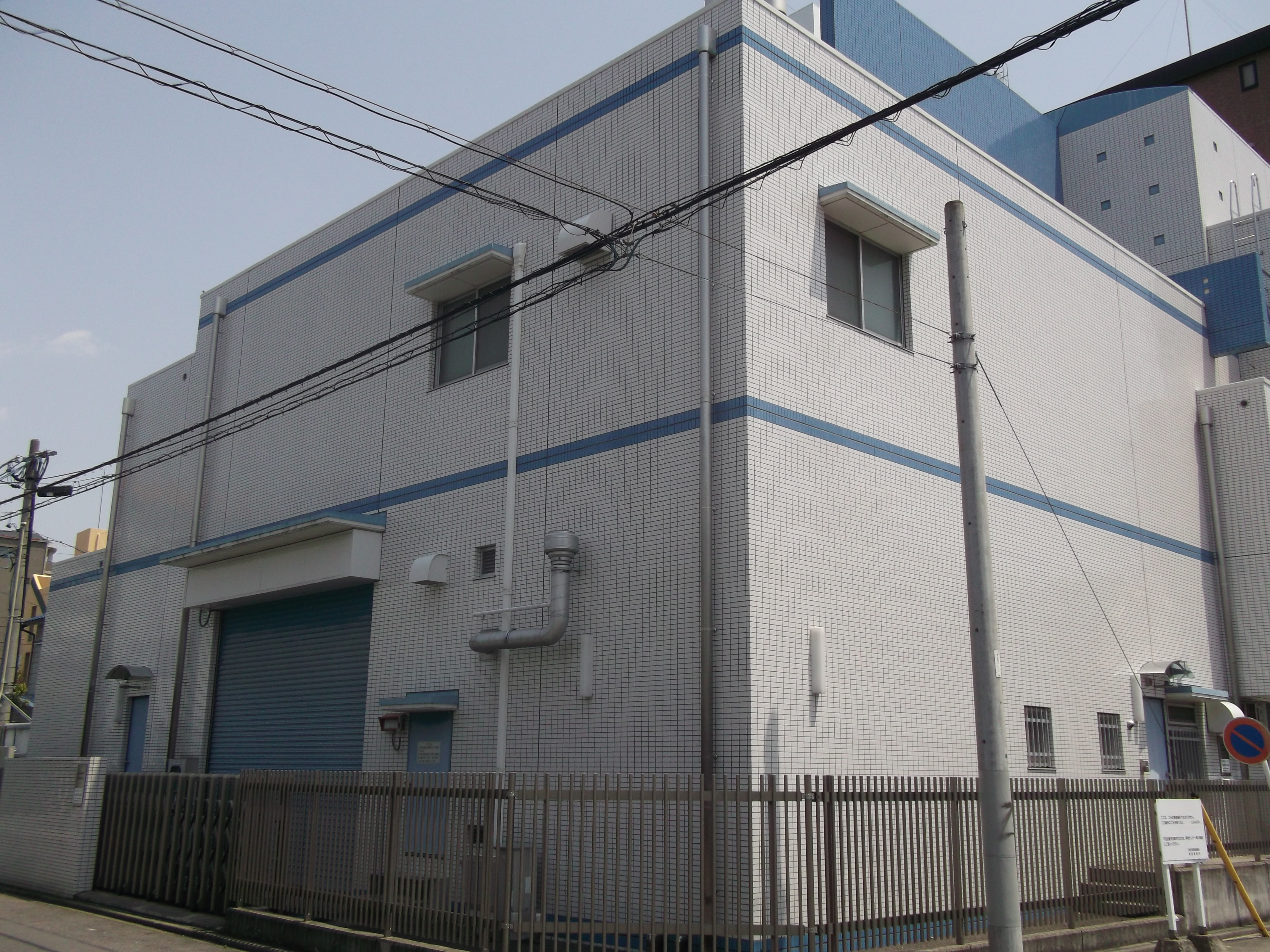
上飯田連絡線平安通変電所

- 上飯田連絡線平安通変電所

## 交通

### 鉄道
- 名古屋市営地下鉄（名古屋市交通局）
  -  名城線 ・  上飯田線 平安通駅

## その他

### 日本郵便
- 郵便番号 : 462-0816[WEB 2]（集配局：名古屋北郵便局[WEB 13]）。

### WEB
1. 1 2  “町・丁目(大字)別、年齢(10歳階級)別公簿人口(全市・区別)”.   名古屋市 (2019年1月23日). 2019年1月23日閲覧。
2. 1 2  “郵便番号”.  日本郵便. 2019年1月6日閲覧。
3. ↑  “市外局番の一覧”.   総務省. 2019年1月6日閲覧。
4. ↑  “北区の町名一覧”.   名古屋市 (2015年10月21日). 2019年1月12日閲覧。
5. ↑  名古屋市役所市民経済局地域振興部住民課町名表示係 (2013年6月6日). “東区及び北区の一部で住居表示を実施(平成16年11月20日実施)”.   名古屋市. 2019年8月4日閲覧。
6. ↑  総務省統計局 (2014年3月28日). “平成7年国勢調査の調査結果(e-Stat) - 男女別人口及び世帯数 －町丁・字等” (CSV). 2019年4月27日閲覧。
7. ↑  総務省統計局 (2014年5月30日). “平成12年国勢調査の調査結果(e-Stat) - 男女別人口及び世帯数 －町丁・字等” (CSV). 2019年4月27日閲覧。
8. ↑  総務省統計局 (2014年6月27日). “平成17年国勢調査の調査結果(e-Stat) - 男女別人口及び世帯数 －町丁・字等” (CSV). 2019年4月27日閲覧。
9. ↑  総務省統計局 (2012年1月20日). “平成22年国勢調査の調査結果(e-Stat) - 男女別人口及び世帯数 －町丁・字等” (CSV). 2019年4月27日閲覧。
10. ↑  総務省統計局 (2017年1月27日). “平成27年国勢調査の調査結果(e-Stat) - 男女別人口及び世帯数 －町丁・字等” (CSV). 2019年4月27日閲覧。
11. ↑  “市立小・中学校の通学区域一覧”.   名古屋市 (2018年11月10日). 2019年1月14日閲覧。
12. ↑  “平成29年度以降の愛知県公立高等学校（全日制課程）入学者選抜における通学区域並びに群及びグループ分け案について”.   愛知県教育委員会 (2015年2月16日). 2019年1月14日閲覧。
13. ↑  郵便番号簿 平成29年度版 - 日本郵便. 2019年01月06日閲覧 (PDF)

### 書籍
1. 1 2 3 4  名古屋市計画局 1992, p. 745.
2. ↑  名古屋市計画局 1992, p. 197.